# Sander Fischer
Sander Fischer (Rhoon, 3 september 1988) is een voormalig Nederlands profvoetballer die doorgaans als verdediger speelde. Hij verruilde Vendsyssel in juli 2019 voor Excelsior. Bij die club stopte hij in juli 2021 als profvoetballer, waarna hij bij Hoofdklasser VV Capelle verderging.

## Carrière
Fischer maakte op 20 april 2008 zijn debuut in het betaald voetbal, toen hij het met NAC Breda opnam tegen N.E.C. tijdens een speelronde in de Eredivisie. In deze wedstrijd verving hij de geblesseerde Patrick Zwaanswijk. Het bleef zijn enige competitiewedstrijd voor de Bredase club. Fischer vertrok daarop naar Cambuur Leeuwarden, op dat moment actief in de Eerste divisie. Nadat ook hier zijn speeltijd gedurende anderhalf jaar beperkt bleef, probeerde hij het bij competitiegenoot FC Emmen.
Fischer bleef drie jaar bij FC Emmen en groeide hier voor het eerst in zijn carrière uit tot basisspeler bij een club in het betaald voetbal. Hij verruilde de club in 2012 voor AGOVV, maar dat ging een half jaar later failliet. Na een mislukte stage bij Bury ging Fischer in 2013 op amateurbasis voor Excelsior spelen. Hiermee promoveerde hij in het seizoen 2013/2014 naar de Eredivisie. Fischer en zijn teamgenoten werden hierin vervolgens twee jaar op rij vijftiende, een plaats boven de degradatiestreep.
Fischer stapte na 3,5 jaar bij Excelsior in juni 2016 transfervrij over naar Go Ahead Eagles. Dat promoveerde in het voorgaande seizoen naar de Eredivisie via de play-offs 2016. Hij tekende hier een contract tot medio 2018. Fischer eindigde als achttiende en laatste met de club uit Deventer, die daardoor degradeerde naar de Eerste divisie. Hij besloot om Go Ahead Eagles na de degradatie te verlaten voor Sparta. Na een seizoen ging hij in Denemarken voor Vendsyssel spelen. In juni 2019 tekende hij wederom bij Excelsior. Hier bleef hij tot medio 2021 actief in het eerste elftal. Vervolgens ging hij aan de slag binnen het commerciële team van de club en ging hij voetballen bij de amateurs van VV Capelle, uitkomend in de Hoofdklasse.

## Clubstatistieken
| Seizoen         | Club             | Competitie      | Competitie | Competitie | Beker | Beker | Internationaal | Internationaal | Overig | Overig | Totaal | Totaal |
| Seizoen         | Club             | Competitie      | Wed.       | Dlp.       | Wed.  | Dlp.  | Wed.           | Dlp.           | Wed.   | Dlp.   | Wed.   | Dlp.   |
| --------------- | ---------------- | --------------- | ---------- | ---------- | ----- | ----- | -------------- | -------------- | ------ | ------ | ------ | ------ |
| 2007/08         | NAC Breda        | Eredivisie      | 1          | 0          | 0     | 0     | -              | -              | 0      | 0      | 1      | 0      |
| 2008/09         | SC Cambuur       | Eerste divisie  | 11         | 0          | 0     | 0     | -              | -              | 2      | 0      | 13     | 0      |
| 2009/10         | SC Cambuur       | Eerste divisie  | 3          | 0          | 0     | 0     | -              | -              | 0      | 0      | 3      | 0      |
| 2009/10         | FC Emmen         | Eerste divisie  | 16         | 0          | 0     | 0     | -              | -              | 0      | 0      | 16     | 0      |
| 2010/11         | FC Emmen         | Eerste divisie  | 21         | 0          | 0     | 0     | -              | -              | 0      | 0      | 21     | 0      |
| 2011/12         | FC Emmen         | Eerste divisie  | 32         | 3          | 1     | 0     | -              | -              | 0      | 0      | 33     | 3      |
| 2012/13         | AGOVV            | Eerste divisie  | 16         | 2          | 1     | 0     | -              | -              | 0      | 0      | 17     | 2      |
| 2012/13         | Excelsior        | Eerste divisie  | 11         | 1          | 0     | 0     | -              | -              | 0      | 0      | 11     | 1      |
| 2013/14         | Excelsior        | Eerste divisie  | 37         | 0          | 3     | 0     | -              | -              | 4      | 2      | 44     | 2      |
| 2014/15         | Excelsior        | Eredivisie      | 33         | 1          | 5     | 0     | -              | -              | 0      | 0      | 38     | 1      |
| 2015/16         | Excelsior        | Eredivisie      | 32         | 2          | 2     | 0     | -              | -              | 0      | 0      | 34     | 2      |
| 2016/17         | Go Ahead Eagles  | Eredivisie      | 33         | 1          | 1     | 0     | -              | -              | 0      | 0      | 34     | 1      |
| 2017/18         | Sparta Rotterdam | Eredivisie      | 29         | 1          | 1     | 0     | -              | -              | 4      | 0      | 34     | 1      |
| 2018/19         | Vendyssel FF     | Superligaen     | 33         | 1          | 1     | 0     | -              | -              | -      | -      | 33     | 1      |
| 2019/20         | Excelsior        | Eerste divisie  | 27         | 2          | 2     | 0     | -              | -              | -      | -      | 29     | 2      |
| 2020/21         | Excelsior        | Eerste divisie  | 27         | 0          | 2     | 0     | -              | -              | -      | -      | 29     | 0      |
| Carrière totaal | Carrière totaal  | Carrière totaal | 362        | 14         | 19    | 0     | 0              | 0              | 10     | 2      | 390    | 16     |